# Юба (округ, Каліфорнія)
Шаблон:StateAbbr_ 39°16′ пн. ш. 121°21′ зх. д. / 39.27° пн. ш. 121.35° зх. д.
Округ Юба (англ. Yuba County) — округ (графство) у штаті Каліфорнія, США. Ідентифікатор округу 06115.

## Історія
Округ утворений 1850 року.

## Демографія
За даними перепису
2000 року
загальне населення округу становило 60219 осіб, зокрема міського населення було 42122, а сільського — 18097.
Серед мешканців округу чоловіків було 30346, а жінок — 29873. В окрузі було 20535 домогосподарств, 14801 родин, які мешкали в 22636 будинках.
Середній розмір родини становив 3,34.
Віковий розподіл населення поданий у таблиці:
| Стать    | До 15 років | 15-21 | 22-29 | 30-39 | 40-49 | 50-65 | 65-85 | Понад 85 |
| -------- | ----------- | ----- | ----- | ----- | ----- | ----- | ----- | -------- |
| Чоловіки | 8046        | 3653  | 3455  | 4402  | 4055  | 3869  | 2639  | 227      |
| Жінки    | 7573        | 3230  | 3089  | 4189  | 4083  | 4165  | 3161  | 383      |

## Суміжні округи
- Б'ютт — північ
- Сьєрра — північний схід
- Невада — схід
- Пласер — південний схід
- Саттер — південний захід

## Виноски
1. ↑  U.S. Decennial Census. United States Census Bureau. Архів оригіналу за 4 квітня 2018. Процитовано 31 травня 2014.
2. ↑  Historical Census Browser. University of Virginia Library. Архів оригіналу за 11 серпня 2012. Процитовано 31 травня 2014.
3. ↑  Population of Counties by Decennial Census: 1900 to 1990. United States Census Bureau. Архів оригіналу за 24 вересня 2015. Процитовано 31 травня 2014.
4. ↑  Census 2000 PHC-T-4. Ranking Tables for Counties: 1990 and 2000 (PDF). United States Census Bureau. Архів оригіналу (PDF) за 18 грудня 2014. Процитовано 31 травня 2014.
5. ↑  State & County QuickFacts. United States Census Bureau. Архів оригіналу за 23 липня 2011. Процитовано 6 квітня 2016. [Архівовано 2011-06-06 у Wayback Machine.](англ.) Наведено за англійською вікіпедією.
6. ↑  American FactFinder. Бюро перепису населення США. Архів оригіналу за 26 лютого 2012. Процитовано 31 січня 2008. [Архівовано 2008-05-21 у Wayback Machine.]

| США | Це незавершена стаття з географії США. Ви можете допомогти проєкту, виправивши або дописавши її. |